# Dioscorea trifida
Dioscorea trifida là một loài thực vật có hoa trong họ Dioscoreaceae. Loài này được L.f. mô tả khoa học đầu tiên năm 1782.